# Westchester Avenue (estación de tren)
Westchester Avenue es una antigua estación de ferrocarril ubicada en el borough del Bronx en Nueva York, parcialmente suspendida sobre la concurrida línea del Corredor Noreste de Amtrak. Fue construido en 1908 con ricos detalles de terracota según un diseño de Cass Gilbert, quien más tarde emplearía detalles de terracota similares en su diseño de 1910 para el Woolworth Building. El servicio de trenes a la estación cesó en 1937 y, a partir de 2014, la estación estaba en ruinas y en malas condiciones.
La estación de Westchester Avenue está ubicada justo al sureste de la intersección de Westchester Avenue y Sheridan Expressway, en la sección Morrisania de South Bronx. El río Bronx se encuentra a poca distancia al este. La estructura consta de una parte de vestíbulo de entrada más alta que se encuentra en tierra inmediatamente al oeste de las vías, y una sección de sala de espera más corta que está suspendida sobre las vías mediante vigas de metal. Antiguamente, este tramo contaba con escaleras que bajaban a plataformas bajas a nivel de vía, pero hace tiempo que se retiraron. La parte del vestíbulo de entrada tiene una colorida ornamentación arquitectónica de terracota vidriada, incluido un caduceo cerca de los aleros, coronado con las letras NYH. Aunque esto parece referirse al ferrocarril de Nueva York, New Haven y Hartford, el constructor original de la estación, el caduceo también era el símbolo del ferrocarril de Nueva York, Westchester y Boston, un ferrocarril de cercanías que también servía a la estación.
En 2020, se formuló un plan para "rehabilitar y revitalizar la estación" después de trasladar el edificio a un área cercana al Concrete Plant Park.

## Uso histórico
La estación fue construida en 1908 como parte del ferrocarril de Nueva York, New Haven y Hartford, que expandió su línea Harlem River Branch en una línea principal electrificada hacia Nueva York. El ferrocarril planeó doce nuevas estaciones a lo largo de la ruta para servir a los viajeros locales y encargó al arquitecto Cass Gilbert que las diseñara. Gilbert, que ya era conocido por haber diseñado la Alexander Hamilton U.S. Custom House en el Lower Manhattan, elaboró planos para cada uno de estos en varios estilos diferentes, aunque no todos se construyeron realmente. Para la estación en Westchester Avenue, Gilbert eligió un exterior ricamente ornamentado con detalles de terracota vidriada y letreros con letras metálicas de color dorado. Más tarde, Gilbert incorporaría detalles de terracota vidriada en su diseño para el Woolworth Building, que se completó en 1913.
La línea se volvió muy activa con el servicio de trenes interurbanos, y actualmente permanece como parte del Corredor Noreste entre Boston, Massachusetts y Washington D. C. Sin embargo, la línea no logró atraer el tráfico de pasajeros locales, particularmente una vez que el Metro de Nueva York con sus cinco centavos la tarifa se extendió a gran parte del área a partir de 1920, y el mantenimiento de las estaciones locales a lo largo de la ruta se volvió antieconómico. Los trenes de New Haven dejaron de servir Westchester Avenue y otras estaciones locales en 1931, y todas las estaciones fueron finalmente abandonadas cuando Nueva York, Westchester y Boston dejaron de operar en 1937.

## Restauración planificada
Para 2009, la estación de Westchester Avenue estaba en un estado avanzado de deterioro y en peligro de colapso. También existían otras tres estaciones de Gilbert, todas en el Bronx. Uno de ellos, Bartow / City Island Station, también fue abandonado y casi colapsado, mientras que los otros dos, algo alterados, han encontrado otros usos, Morris Park como club de armas y Hunts Point como edificio comercial.
Amtrak es propietaria de la estación y del terreno que ocupa y la ha incluido como una estructura junto a la vía que necesita demolición. The New York Landmark Conservancy, un grupo de defensa privado, ha colocado la estación en su lista de monumentos en peligro de extinción en Nueva York, pero ninguna agencia gubernamental ha extendido la protección o incluso el reconocimiento a la estructura. No es un hito designado de Nueva York ni figura en el Registro Nacional de Lugares Históricos.
Varias propuestas de restauración y reutilización han ido y venido a lo largo de los años. En 2011, los arquitectos Amanda Schachter y Alexander Levi recibieron una subvención para desarrollar una nueva propuesta, que presentaron a finales de 2012. Su plan dividiría la estación en dos partes. El vestíbulo de entrada de la torre permanecería donde está y serviría como entrada peatonal al Concrete Plant Park, que se completó en 2010, y al Bronx River Greenway, que todavía estaba en desarrollo en ese momento. La parte de la sala de espera sobre las vías sería removida y reconstruida muy cerca en un muelle en el río Bronx. Este plan ganó cierta atención en la prensa, pero hasta ahora no parece que se haya identificado ninguna fuente de financiación para el proyecto. En julio de 2015, el plan se integró con el plan de extensión de Bronx River Greenway.

## Galería

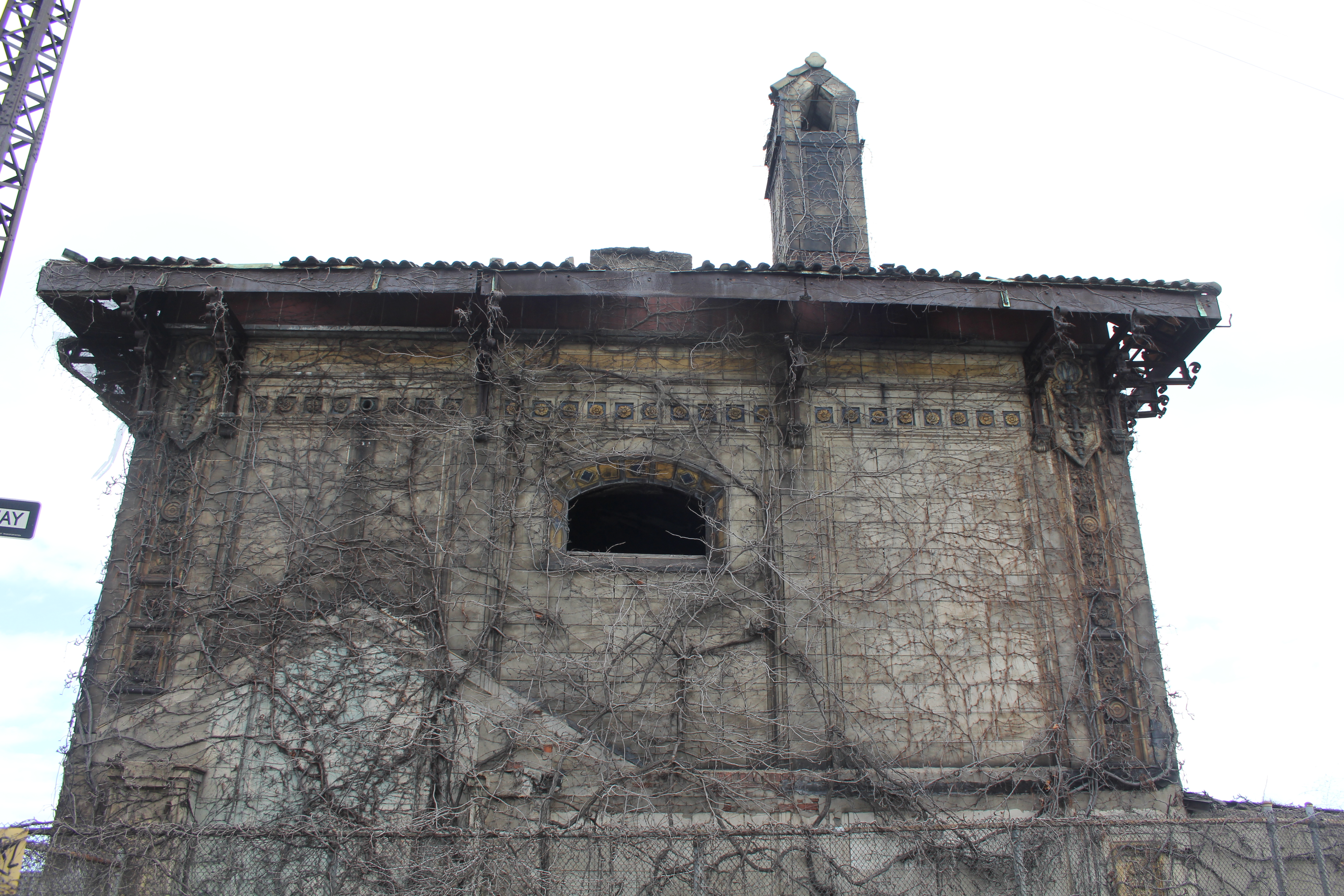
Detalle de la parte del vestíbulo de entrada de la torre de la línea del techo de la estación
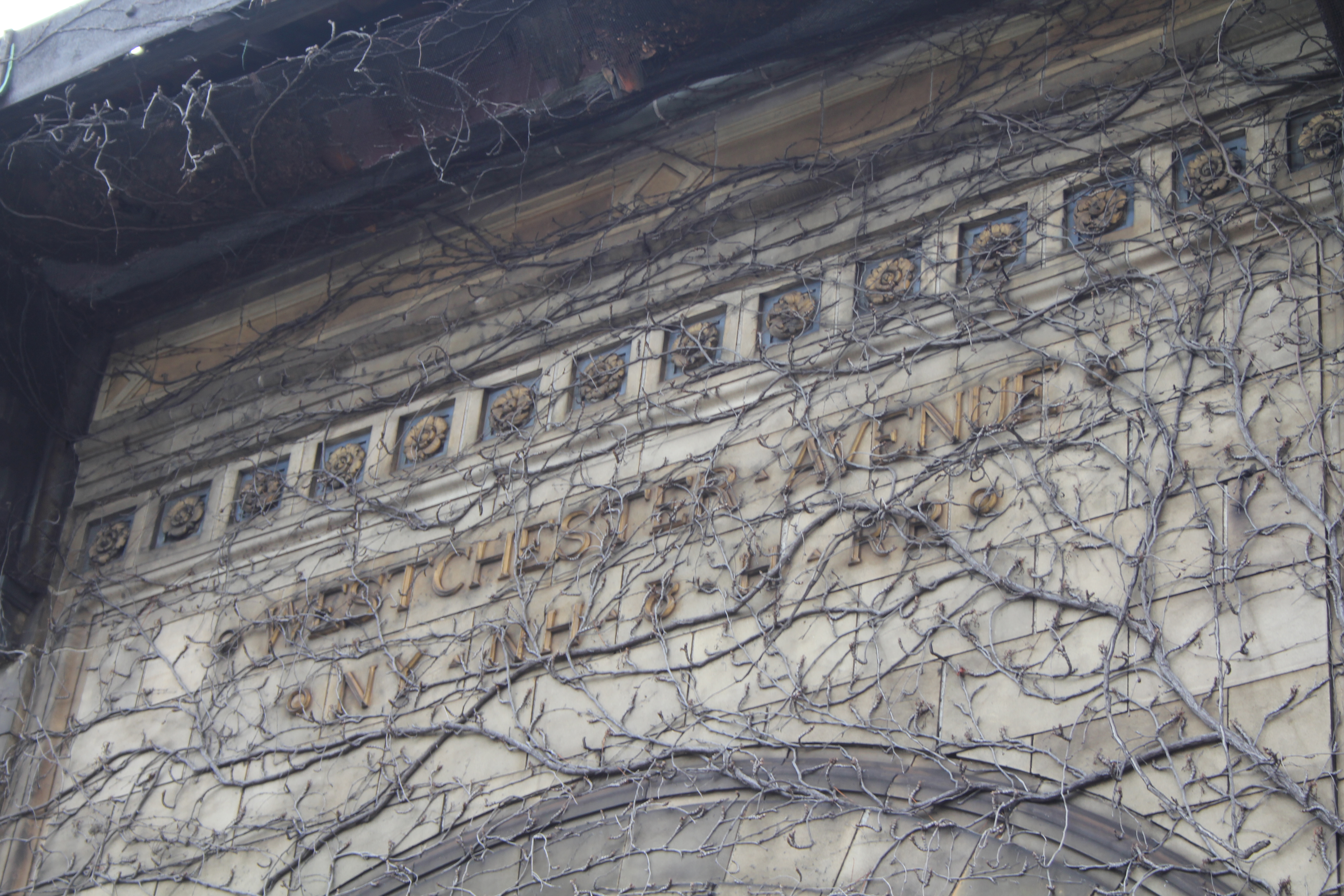
Señalización de letras metálicas que permanece prácticamente intacta
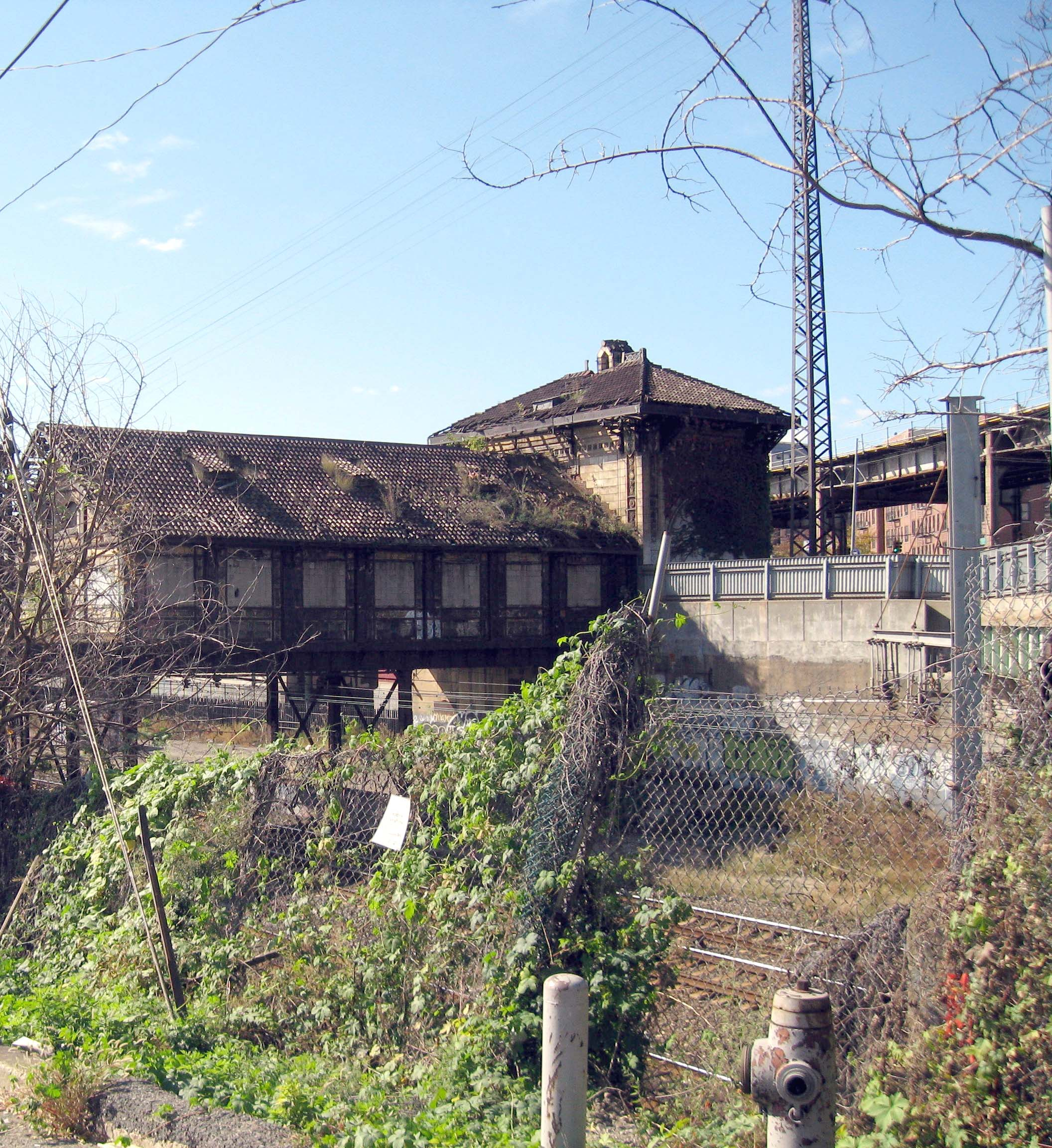
Visto desde el noreste (entrada al Parque de la Planta de Concreto)
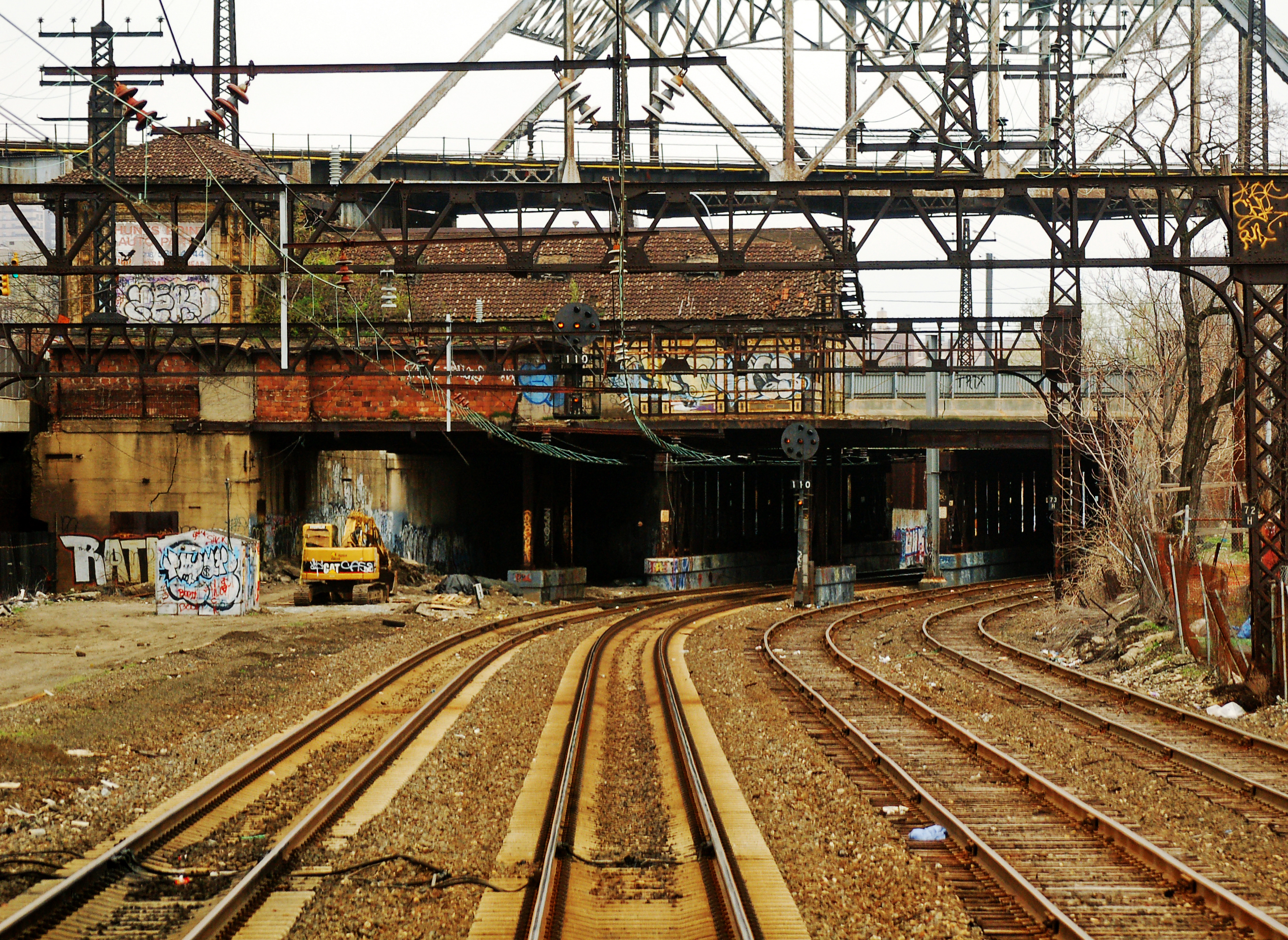
Visto desde la parte trasera de un tren en dirección sur en el Corredor Noreste